# 黄草镇 (资兴市)
黄草镇，是中华人民共和国湖南省郴州市资兴市下辖的一个乡镇级行政单位。

## 行政区划
黄草镇下辖以下地区：
黄草社区、丰林村、横坳村、坦头村、沃水村、金腊村、高田村、富滩村、前程村、黄家村、乐洞村、羊兴村、歧龙村、冠军村、源兴村和龙兴村。